# Rugby Calvisano
Rugby Calvisano (aus Sponsoringgründen auch Cammi Calvisano genannt) ist ein italienischer Rugby-Union-Verein aus Calvisano in der Provinz Brescia. Er spielt in der obersten italienischen Liga Top10. Die Heimspiele werden im Centro Sportivo San Michele ausgetragen. Calvisano wurde bisher zweimal Meister und einmal Pokalsieger.

## Geschichte
Der Verein wurde im Jahr 1970 gegründet und hat seit 1992 die Rechtsform einer S.r.l. (GmbH). Calvisano nahm in der Saison 1999/2000 erstmals an einem europäischen Pokalwettbewerb teil; alle sechs Gruppenspiele im European Challenge Cup gingen jedoch verloren. Seit der Saison 2001/02 konnte sich Calvisano jedes Jahr für den Heineken Cup qualifizieren, erreichte jedoch nie das Viertelfinale.
2004 gewann Calvisano den italienischen Rugbypokal. Die Mannschaft schlug 2005 im Meisterschaftsfinale Benetton Treviso und errang nach vier Finalniederlagen den ersten Meistertitel. 2008 gelang es erneut, Treviso zu schlagen und den zweiten Meistertitel der Vereinsgeschichte zu feiern.

## Erfolge
- Italienischer Meister: 2005, 2008, 2012, 2014
- Italienischer Pokalsieger: 2004, 2012

## Bekannte Spieler
| - Pablo Canavosio - Martin Castrogiovanni - David Dal Maso - Paul Griffen - Roland de Marigny - Milton Ngauamo (Tonga) | - Ludovico Nitoglia - Aaron Persico - Andrea Scanavacca - Paolo Vaccari - Maurizio Zaffiri - Alessandro Zanni |